# صبح صادق (قاجار)
صبح صادق نام یکی از مطبوعات استان فارس در دوران قاجاریه است.
این روزنامه از سال ۱۲۴۴ هـ. ق به وسیله محمدجواد بهشتی در شیراز به چاپ رسیده‌است.